# Meike Evers
Meike Evers (Berlino, 6 giugno 1977) è un'ex canottiera tedesca.

## Palmarès

### Olimpiadi
- 2 medaglie:
  - 2 ori (Sydney 2000 nel quattro di coppia; Atene 2004 nel quattro di coppia)

### Mondiali
- 2 medaglie:
  - 2 ori (Aiguebelette 1997 nel due di coppia; St. Catharines 1999 nel quattro di coppia)